# Dauradet de Dinelli
El dauradet de Dinelli (Pseudocolopteryx dinelliana) és un ocell de la família dels tirànids (Tyrannidae).

## Hàbitat i distribució
Habita zones obertes amb matolls, localment al sud-est de Bolívia, oest de Paraguai i nord de l'Argentina.